# Someday / Boys♡Girls
Singles de Kumi Kōda
Lies
(2006) Koi no Tsubomi
(2006)
Someday / Boys♡Girls est le 30e single de Kumi Kōda sorti sous le label Rhythm Zone le 22 février 2006 au Japon. Il atteint la 3e place du classement de l'Oricon. Il se vend à 58 372 exemplaires la première semaine, et reste classé pendant 9 semaines, pour un total de 89 413 exemplaires vendus. Someday / Boys♡Girls est le 12e et dernier single d'une série de 12, un nouveau sort chaque semaine pendant 12 semaines. Sur chaque pochette de ses différents singles, Kumi porte une robe traditionnelle d'un pays; pour Someday / Boys♡Girls c'est le Japon.
- Someday a été utilisé comme thème musical pour le drama Shin Kyōto Meikyū Annai. Boys♡Girls a été utilisé comme thème musical pour le film Waters en 2006. Someday se trouve sur la compilation Best: Second Session.
- Le clip Someday est le 4e d'une série de 4, il est précédé de You, de Feel et enfin de Lies; le tout formant 3 histoires d'amour.

## Liste des titres
| 1. | Someday                   | Kumi Kōda  | Kotaro Egami | 4:17 |
| 2. | Boys♡Girls                | 路川ひまり | 下野人司     | 4:09 |
| 3. | Someday (Instrumental)    |            | Kotaro Egami | 4:17 |
| 4. | Boys♡Girls (Instrumental) |            | 下野人司     | 4:06 |